# Graphania antipoda
Graphania antipoda är en fjärilsart som beskrevs av Felder 1874. Graphania antipoda ingår i släktet Graphania och familjen nattflyn. Inga underarter finns listade i Catalogue of Life.